# Arnold Boonen
Pour les articles homonymes, voir Boonen.
Arnold van Boonen, né le 16 décembre 1669 à Dordrecht et mort le 2 octobre 1729 à Amsterdam, est un portraitiste néerlandais.

## Biographie
Arnold Boonen naît le 16 décembre 1669 à Dordrecht, en République néerlandaise. Il est d'abord élève d'Arnold Verbuis puis de Godefried Schalken,. Il vit dans sa ville natale jusqu'en 1696. Il se rend ensuite à Amsterdam, puis à Francfort-sur-le-Main, Mayence et Darmstadt. Il peint des tableaux de genre dans le style de ce dernier, représentant des sujets à la lueur des bougies, mais rencontre un tel encouragement dans la peinture de portrait qu'il se consacre presque entièrement à cette branche de l'art. Son style est bien adapté pour y parvenir. Excellent coloriste, concepteur fidèle de son modèle et très habile, il se distingue rapidement comme l'un des plus grands artistes de son temps. Il peint un grand nombre de portraits des personnes les plus distinguées de son temps, parmi lesquels se trouvent Pierre le Grand, l'électeur de Mentz, le landgrave de Hesse-Darmstadt, le prince et la princesse d'Orange, le grand duc de Marlborough, et plusieurs autres. Il peint de grands tableaux pour les halls des différentes entreprises d'Amsterdam et de Dordrecht.
Il a un certain nombre d'élèves, dont Cornelis Troost, Philip van Dijk, Cornelis Pronck (en) et son frère Jasper.
Arnold Boonen meurt le 2 octobre 1729 à Amsterdam. 
La galerie de Dresde possède sept tableaux de lui dont un représente deux jeunes hommes dont l'un tient une pipe et l'autre une chandelle allumée. La femme qui chante à la galerie de Lille lui est également attribuée. Son fils, Kasper van Boonen, peint également des portraits, mais ne se montre pas du tout égal à son père.

## Galerie

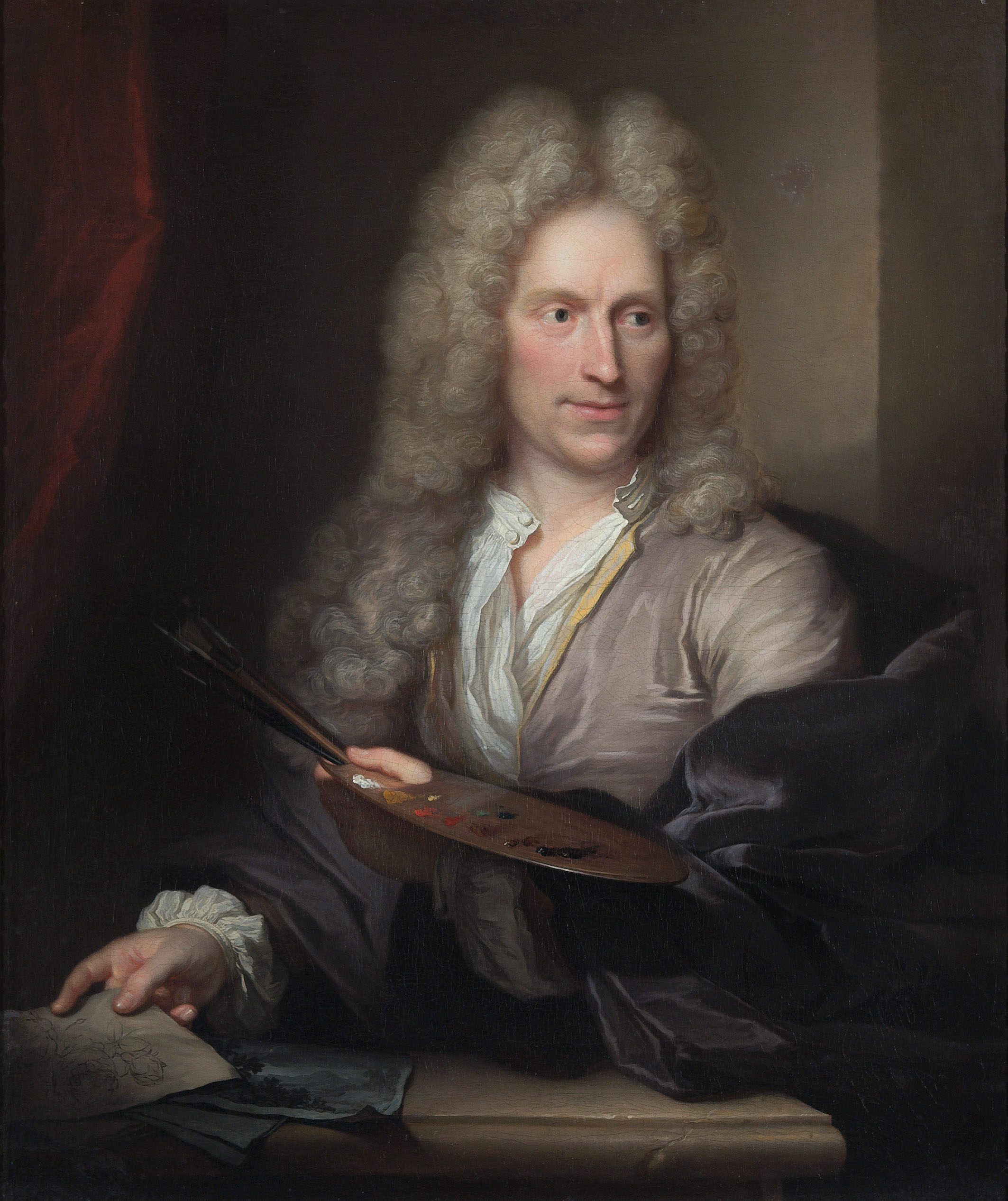
Portrait de Jan van Huysum, v. 1720
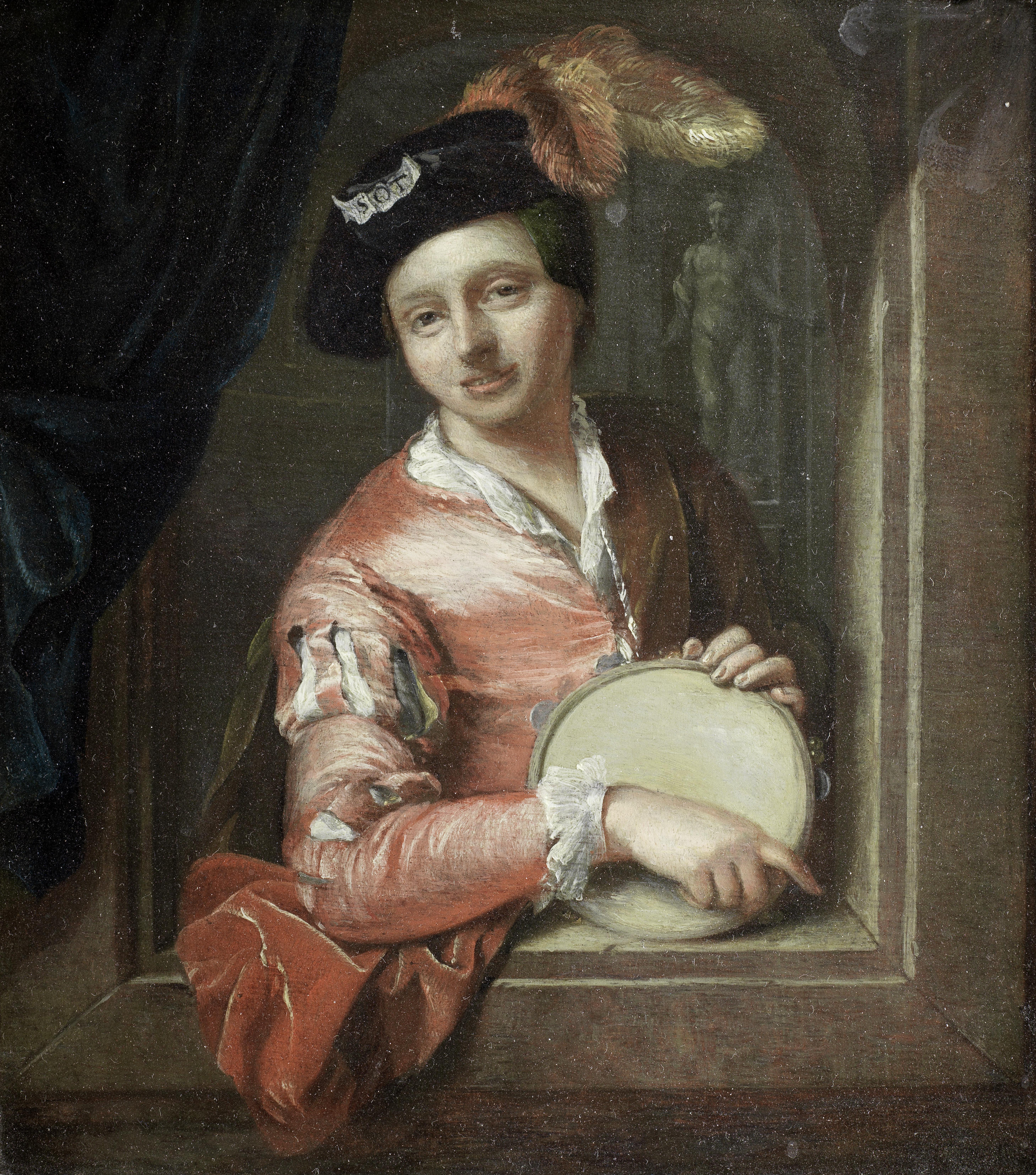
Un jeune garçon tenant un tambourin, v. 1729